# Eduard van der Nüll
Eduard van der Nüll (baptisé le 9 janvier 1812 à Vienne, mort le 4 avril 1868 dans la même ville) est un architecte autrichien.

## Biographie
Après des études à l'université technique de Vienne et à l'académie, où il a comme professeurs Peter von Nobile, Paul Wilhelm Eduard Sprenger (de) ou Carl Roesner (de), il fait avec son ami August Sicard von Sicardsburg des voyages en Europe. En 1844, il devient professeur à l'académie des beaux-arts de Vienne.
August Sicard von Sicardsburg et Eduard van der Nüll travaillent ensemble et se répartissent les tâches : Sicardsburg s'occupe du pratique, van der Nüll de l'esthétique. Leur première œuvre est le Carltheater. Dans les années 1850, ils bâtissent une partie de l'Arsenal de Vienne, notamment le commandement. Van der Nüll supervise l'aménagement intérieur de l'église d'Altlerchenfeld, faisant une transition entre le classicisme et l'historicisme.
L'œuvre la plus importante est le Wiener Staatsoper, le premier bâtiment du Ring élevé entre 1861 et 1869. Il est cependant modeste en face du Heinrichshof (qui sera détruit lors de la Seconde Guerre mondiale) et ne suscite pas l'enthousiasme.
Van der Nüll ne supporte pas la critique et se pend le 4 avril 1868 (bien que sa femme Marie soit enceinte de huit mois). Von Sicardsburg meurt dix semaines après.

## Œuvre
- Intérieur de l'église d'Altlerchenfeld, 1848–1861
- Socle pour le monument à l'archiduc Charles, Heldenplatz, 1859
- Socle pour le monument à Eugène de Savoie-Carignan, Heldenplatz, 1856

Avec August Sicard von Sicardsburg
- Schutzengelbrunnen, 1843–1846
- Sofiensaal, 1845
- Carltheater, 1846–1847
- Arsenal de Vienne, 1849–1855
- Hofoper, 1861–1869
- Immeuble Haas, 1866–1868
- Palais Larisch-Mönnich, 1867–1868
- Palais de l'industrie à l'Exposition universelle de 1873.

## Source
- (de) Cet article est partiellement ou en totalité issu de l’article de Wikipédia en allemand intitulé « Eduard van der Nüll » (voir la liste des auteurs).
- (de) Albert Ilg, « Nüll, Eduard van der », dans Allgemeine Deutsche Biographie (ADB), vol. 24, Leipzig, Duncker & Humblot, 1887, p. 51-52
- (de) Otto Antonia Graf, « Nüll, Eduard van der », dans Neue Deutsche Biographie (NDB), vol. 19, Berlin, Duncker & Humblot, 1999, p. 369–370 (original numérisé).